# Nguyễn Văn Dũng (cầu thủ bóng đá, sinh 1994)
Nguyễn Văn Dũng (sinh ngày 14 tháng 4 năm 1994 tại Thái Bình) là một cầu thủ bóng đá người Việt Nam. Hiện anh đang thi đấu ở vị trí hậu vệ cho câu lạc bộ PVF–CAND tại giải hạng nhất quốc gia V.League 2.

## Sự nghiệp câu lạc bộ
Năm 2016, anh thi đấu cho câu lạc bộ bóng đá Sài Gòn theo dạng hợp đồng cho mượn.

## Danh hiệu

### Câu lạc bộ
Hà Nội FC
- V.League 1:

 Vô địch: 2016, 2018, 2019, 2022
 Á quân: 2014, 2015, 2020
 Hạng 3:: 2017
- Siêu cúp bóng đá Việt Nam:

 Vô địch: 2018, 2019, 2020, 2022
 Á quân: 2015, 2016
- Giải bóng đá Cúp Quốc gia:

 Vô địch: 2019, 2020, 2022
 Á quân: 2015, 2016